# خواكين فيلازكيز
خواكين فيلازكيز (بالإسبانية: Joaquín Velázquez)‏ هو لاعب كرة قدم مكسيكي في مركز الدفاع، ولد في 11 سبتمبر 1975 في ولاية فيراكروز في المكسيك. لعب مع تيبورونيس روخوس دي فيراكروز وسانتوس لاغونا ونادي بويبلا ونادي شيفاز يو إس أي.